# Entomobora fuscipennis
Entomobora fuscipennis  (лат.) — вид дорожных ос (Pompilidae).

## Распространение
Западная Палеарктика: Балеарские острова, Гибралтар, Португалия, Испания, Северная Африка.

## Описание
Охотятся и откладывают яйца на пауков.